# Jindřich Veselý (politik)
Jindřich Veselý (12. července 1906 Žďár nad Sázavou – 20. března 1964 Praha) byl československý komunistický politik, historik a diplomat, v letech 1945 až 1950 náměstek ministra vnitra Václava Noska, v letech 1948 až 1950 náčelník Státní bezpečnosti, její první vrchní představitel po komunisitickém převratu v únoru 1948. Roku 1962 pak krátce působil jako velvyslanec Československa v Bulharské lidové republice.
Hrál prominentní roli v represivním aparátu československého komunistického režimu pod vedením prezidenta republiky Klementa Gottwalda, což vedlo k jeho neúspěšnému pokusu o sebevraždu, kterou dokonal druhým pokusem o čtrnáct let později.

## Život

### Mládí
Narodil se v Žďáru nad Sázavou do dělnické rodiny. Po absolvování obecné školy studoval obchod, poté pracoval v městském družstvu v Brně. Záhy se přimkl ke komunistickým idejím a stal se členem Komunistické strany Československa (KSČ). V roce 1930 navštívil SSSR. Od roku 1931 působil jako zaměstnanec kanceláře organizace MOPR v Praze, v letech 1936–1939 vedl československou strukturu MOPR. Byl asistentem poslance za KSČ Jana Vodičky.

### Okupace
Během nacistické okupace a druhé světové války byl Veselý pro své levicové postoje zatčen gestapem a uvězněn v koncentračním táboře Buchenwald, kde strávil několik let.

### Náčelník Státní bezpečnosti
Po svém propuštění v roce 1945 zaujímal Jindřich Veselý vysoké postavení ve stranickém aparátu KSČ. Byl jmenován náměstkem ministra vnitra komunisty Václava Noska.
Jindřich Veselý hrál významnou roli v represivním aparátu režimu Klementa Gottwalda. Po převratu v únoru 1948 (kdy StB získala rozšířené pravomoci) se stal prvním náčelníkem Státní bezpečnostní služby (StB). Byl členem bezpečnostní komise ÚV KSČ, úzce spolupracoval s Karlem Švábem. Během období Veselého vedení došlo k četným zatčením a rozsudkům na základě politických obvinění, potlačení protikomunistických protestů či pronásledování představitelů katolické církve. Jsou evidovány případy, ve kterých Veselý osobně určil osud zatčených a odmítl tvrdé zacházení jakkoli zmírnit.
V roce 1950 byla Noskova pozice v hierarchii Komunistické strany Československa znatelně otřesena. Státní bezpečnost a policie byly vyňaty z působnosti ministerstva vnitra a převedeny na Ministerstvo národní bezpečnosti Československa. Konaly se protivládní stávkové demonstrace. Veselý byl pod neustálou kontrolou a dozorem sovětských poradců, silně se bál odvetných opatření. Jedním z posledních rozkazů Veselého jako šéfa StB bylo poslat syna režimu nepohodlného šéfa zpravodajské služby Zdeňka Tomana do sirotčince a nechat jej v nevědomí o osudu svých příbuzných. Tomanova žena brzy nato spáchala sebevraždu. Tomanovi se podařilo uniknout zatčení, skrývání informací o jeho manželce a dítěti bylo pak předmětem jeho vydírání .
5. března 1950 se ve stavu duševní lability pokusil o sebevraždu skokem z okna pražského Muzea dělnického hnutí, pád ale přežil . Po pokusu o sebevraždu byl Jindřich Veselý odvolán z vedení StB a nahrazen Osvaldem Závodským (ten byl brzy nato zatčen, souzen v monstprocesu skupiny Rudolfa Slánského a popraven v roce 1954). Veselého kariéra v represivních složkách tím skončila.

### Ideolog a diplomat
Od ledna 1951 byl Veselý funkcionářem ideologického aparátu Ústředního výboru KSČ. Zároveň vedl Ústav dějin KSČ (později Ústav marxismu-leninismu). Byl autorem několika prací popisujících oficiální verzi historie Komunistické strany. Za spis O vzniku a založení KSČ (1953) získal titul kandidát věd. Komunistickou verzi o československých legionářích zpracoval ve spisu Češi a Slováci v revolučním Rusku (1954). Jeho poslední práce Kronika únorových dnů 1948 (1958) byla přeložena do sedmi jazyků a vydána také v zahraničí.
Na začátku ledna 1962 nastoupil Jindřich Veselý do východoevropského odboru na ministerstvo zahraničních věcí Československé socialistické republiky. Ještě v lednu byl jmenován velvyslancem v Bulharské lidové republice, ale již v květnu téhož roku byl rozhodnutím stranických orgánů odvolán. Po návratu do Československa v srpnu 1962 byl formálně zaměstnán na Vysoké škole ekonomické v Praze, nakonec působil znovu v Ústavu dějin KSČ.

### Úmrtí[7]
20. března 1964 spáchal Jindřich Veselý v Praze sebevraždu, když předtím napsal dopis na rozloučenou, ve kterém vysvětlil své pohnutky.